# On Top of the World
"On Top of the World" é uma canção da banda norte-americana de rock alternativo Imagine Dragons. A canção apareceu pela primeira vez no EP Continued Silence. A canção também faz parte do álbum Night Visions e virou single em 18 de março de 2013.

## Uso na mídia
Imagine Dragons cantou a música ao vivo na versão Australiana do The X Factor em 2013.
"On Top of the World" foi inclusa na trilha sonora dos jogos FIFA 13 e Pro Evolution Soccer 2013. O Coral PS22 cantou a música quando Barack Obama foi re-eleito como presidente dos Estados Unidos.
A canção foi usada em um comercial do Samsung Galaxy Note 8.0 e também apareceu diversas vezes no filme The Incredible Burt Wonderston.
A música apareceu no programa Liv e Maddie no episodio "Twin-a-Rooney", cantada por Dove Cameron. A versão de Dove Cameron apareceu no álbum Disney Channel Play It Loud.
Hunter Hayes cantou a música ao vivo na sua turnê pelo Estados Unidos.
A canção também foi usada pela ESPN para a cobertura da NBA da temporada de 2013-14.
A canção serviu para os trailers dos filmes The Croods (2013) e Island of Lemurs: Madagascar (2014).
WPVI-TV usa a música para promover seu jornal da manhã, Action News Manhãs.
De 2013 a 2015, a canção foi usada nos anúncios televisivos do plano telefónico Red, da Vodafone Portugal.

## Videoclipe

Production photo of director Stanley Kubrick on the set of the 1975 film Barry Lyndon.

O vídeo oficial da canção foi lançado em 13 de novembro de 2013. No vídeo, uma banda de rock similar aos Beatles (membros do Imagine Dragons) são astronautas e tentam aterrissar em uma lua falsa. 
O vídeo foi gravado em Provo, Utah, e inclui várias celebridades, incluindo Jon Heder, o elenco do Studio C, o guitarrista Robbie Connolly, membros do The New Electric Sound, Aja Volkman (esposa de Dan Reynolds) e Alexandra Hall (esposa de Wayne Sermon).

## Desempenho nas tabelas musicais
| Paradas                                       | Posições |
| --------------------------------------------- | -------- |
| África do Sul (EMA)                           | 4        |
| Alemanha (Official German Charts)             | 13       |
| Austrália (ARIA Charts)                       | 10       |
| Áustria (Ö3 Austria Top 40)                   | 6        |
| Bélgica (Ultratip Flanders)                   | 11       |
| Canadá (Canadian Hot 100)                     | 43       |
| Canadá AC (Billboard)                         | 30       |
| Canadá Hot AC (Billboard)                     | 37       |
| Colômbia (National Report Top Rock)           | 5        |
| Estados Unidos Adult Top 40 (Billboard)       | 19       |
| Estados Unidos Billboard Hot 100              | 79       |
| Estados Unidos Hot Rock Songs (Billboard)     | 10       |
| Estados Unidos Rock Airplay (Billboard)       | 22       |
| Itália (FIMI)                                 | 10       |
| Nova Zelândia (Recorded Music NZ)             | 10       |
| Países Baixos (Dutch Top 40)                  | 10       |
| Países Baixos (Single Top 100)                | 14       |
| Portugal Digital Songs (Billboard)            | 1        |
| Polônia (Polish Airplay Top 100)              | 7        |
| Reino Unido Singles (Official Charts Company) | 34       |
| Suécia (Sverigetopplistan)                    | 40       |
| Suíça (Schweizer Hitparade)                   | 14       |

## Certificações
| Região                   | Certificação | Vendas    |
| ------------------------ | ------------ | --------- |
| Austrália (ARIA Charts)  | 3× Platina   | 210,000   |
| Canadá (Music Canada)    | Platina      | 10,000    |
| Dinamarca (IFPI Denmark) | Ouro         | 15,000    |
| Estados Unidos (RIAA)    | Platina      | 1,000,000 |
| Itália (FIMI)            | Platina      | 30,000    |
| Noruega (IFPI Norway)    | 2× Platina   | 20,000    |
| Nova Zelândia (RMNZ)     | Platina      | 15,000    |
| Reino Unido (BPI)        | Prata        | 200,000   |
| Suécia (GLF)             | 2× Platina   | 80,000    |
| Suíça (IFPI Switzerland) | Ouro         | 15,000    |